# 陕有峰
陕有峰（1956年—），号醉翁，山西省临汾市人。山西省美术家协会会员、临汾市美协常务理事，著名画家裴玉林先生弟子。他是山西省美术家协会会员、临汾市美协副主席、尧都区美协副主席、临汾市二届政协常委，从事中国画花鸟画创作，爱画葫芦。

## 个人简介
2005年，他在临汾举办了个人画展；同年，又到侯马举办画展；2006年3月，在天津举办书画展，并和当地书画界同仁一起举办笔会并现场作画。2015年5月在临汾举办以‘故园凝芳’为主题画展。

## 个人经历
历年来不断有作品发表，多次参加省级美展及全国画展，其中：
- 《秋实》参加“山西省第二届花鸟画展”；
- 《牡丹》入选“山西省中国画邀请展”；
- 《醉仙图》获“当代翰墨艺术家真迹博览”二等奖并入编该书。
- 《葫芦》入选2001年中国美协主办“全国中国画展”并被收藏入编该书。
- 2004年《天凉好个秋》荣获中国文化部主办的“天苑杯”书画大展铜奖；
- 《故园回忆》入选2004年由中国美协主办的“第二届全国少数民族美术作品展”；
- 《酌酒时节》入选“第十四届山西省美术作品展”；
- 《笑傲春风》入选“第二届中华民间艺术精品博览”入编该书。
- 并著有《陕有峰花鸟画新作》，由中国文联出版社出版。